# Gran Premio de España de Motociclismo de 1987
El Gran Premio de España de Motociclismo de 1987 fue la segunda prueba de la temporada 1987 del Campeonato Mundial de Motociclismo. El Gran Premio se disputó el 26 de abril de 1987 en el Circuito de Jerez.

## Resultados 500cc
Después del segundo puesto del Gran Premio inaugural, primera victoria de 1987 para el australiano Wayne Gardner que se pone en cabeza de la clasificación general. Gardner se impuso al estadounidense Eddie Lawson y al británico Ron Haslam. La ausencia del campeón mundial de la temporada 1985 continúa, el estadounidense Freddie Spencer, que está empezando a difundir el rumor de un posible despido por parte de  Honda.
| Pos.     | Piloto                | Equipo    | Tiempo    | Pts. |
| -------- | --------------------- | --------- | --------- | ---- |
| 1        | Wayne Gardner         | Honda     | 56.02.07  | 15   |
| 2        | Eddie Lawson          | Yamaha    | 56.25.62  | 12   |
| 3        | Ron Haslam            | Elf-Honda | 56.51.16  | 10   |
| 4        | Niall Mackenzie       | Honda     | 56.52.76  | 8    |
| 5        | Kevin Schwantz        | Suzuki    | 57.12.54  | 6    |
| 6        | Randy Mamola          | Yamaha    | 57.14.88  | 5    |
| 7        | Tadahiko Taira        | Yamaha    | 57.16.28  | 4    |
| 8        | Shungi Yatsushiro     | Honda     | 57.20.33  | 3    |
| 9        | Roger Burnett         | Honda     | 57.42.11  | 2    |
| 10       | Richard Scott         | Honda     | 57.47.11  | 1    |
| 11       | Pierfrancesco Chili   | Honda     |           |      |
| 12       | Marco Gentile         | Fior      | 1 Vuelta  |      |
| 13       | Thierry Rapicault     | Fior      | 1 Vuelta  |      |
| 14       | Alessandro Valesi     | Honda     | 1 Vuelta  |      |
| 15       | Simon Buckmaster      | Honda     | 1 Vuelta  |      |
| 16       | Daniel Amatriaín      | Honda     | 1 Vuelta  |      |
| 17       | Wolfgang von Muralt   | Suzuki    | 1 Vuelta  |      |
| 18       | Bruno Kneubühler      | Honda     | 1 Vuelta  |      |
| 19       | Maarten Duyzers       | Honda     | 2 Vueltas |      |
| 20       | Louis-Luc Maisto      | Honda     | 2 Vueltas |      |
| 21       | Tony Carey            | Suzuki    | 4 Vueltas |      |
| Ret      | Mike Baldwin          | Yamaha    | Ret       |      |
| Ret      | Fabio Biliotti        | Honda     | Ret       |      |
| Ret      | Gerold Fisher         | Honda     | Ret       |      |
| Ret      | Kenny Irons           | Suzuki    | Ret       |      |
| Ret      | Robert McElnea        | Yamaha    | Ret       |      |
| Ret      | Jose Parra            | Suzuki    | Ret       |      |
| Ret      | Didier de Radiguès    | Cagiva    | Ret       |      |
| Ret      | Gustav Reiner         | Honda     | Ret       |      |
| Ret      | Raymond Roche         | Cagiva    | Ret       |      |
| Ret      | Christian Sarron      | Yamaha    | Ret       |      |
| DNQ      | Larry Moreno Vacondio | Suzuki    | DNQ       |      |
| Sources: |                       |           |           |      |

## Resultados 250cc
Después de dos pruebas, la clasificación general deja en cabeza al alemán Martin Wimmer, vencedor del Gran Premio por delante de su compañero de equipo Luca Cadalora y del español Juan Garriga.
| Pos. | Piloto               | Moto    | Tiempo   | Pts. |
| ---- | -------------------- | ------- | -------- | ---- |
| 1    | Martin Wimmer        | Yamaha  | 47.41.00 | 15   |
| 2    | Luca Cadalora        | Yamaha  | 47.42.68 | 12   |
| 3    | Juan Garriga         | Yamaha  | 47.53.39 | 10   |
| 4    | Dominique Sarron     | Honda   | 48.03.35 | 8    |
| 5    | Patrick Igoa         | Yamaha  | 48.08.88 | 6    |
| 6    | Jacques Cornu        | Honda   | 48.17.65 | 5    |
| 7    | Jean-Philippe Ruggia | Yamaha  | 48.19.65 | 4    |
| 8    | Reinhold Roth        | Honda   | 48.19.94 | 3    |
| 9    | Sito Pons            | Honda   | 48.22.93 | 2    |
| 10   | Carlos Lavado        | Yamaha  | 48.49.20 | 1    |
| 11   | Guy Bertin           | Honda   | 48.56.83 |      |
| 12   | Jochen Schmid        | Yamaha  | 48.55.72 |      |
| 13   | Maurizio Vitali      | Garelli | 49.06.14 |      |
| 14   | Jean-Michel Mattioli | Yamaha  | 49.12.37 |      |
| 15   | Manfred Herweh       | Honda   | 49.17.03 |      |
| 16   | Stefano Caracchi     | Honda   | 49.17.26 |      |
| 17   | Harald Eckl          | Honda   | 49.26.04 |      |
| 18   | Stéphane Mertens     | Honda   | 49.28.28 |      |
| 19   | Massimo Matteoni     | Honda   | 49.28.61 |      |
| 20   | Alain Bronec         | Honda   | 49.30.94 |      |
| 21   | Jean Foray           | Yamaha  | 49.32.73 |      |
| 22   | Philippe Pagano      | Honda   | 49.33.79 |      |
| 23   | René Delaby          | Yamaha  | 49.35.90 |      |
| 24   | Hervé Duffard        | Honda   | 49.38.42 |      |
| 25   | Paul Lewis           | EMC     | 50.30.65 |      |
| Ret  | Anton Mang           | Honda   | Ret      |      |
| Ret  | Bruno Bonhuil        | Honda   | Ret      |      |
| Ret  | Bernard Haenggeli    | Yamaha  | Ret      |      |
| Ret  | Siegfried Minich     | Honda   | Ret      |      |
| Ret  | Donnie McLeod        | Honda   | Ret      |      |
| Ret  | Juan López Mella     | Yamaha  | Ret      |      |
| Ret  | Javier Cardelús      | Honda   | Ret      |      |
| Ret  | Loris Reggiani       | Aprilia | Ret      |      |
| Ret  | Fausto Ricci         | Honda   | Ret      |      |
| Ret  | Alberto Rota         | Honda   | Ret      |      |
| DNS  | Ezio Gianola         | Honda   | DNS      |      |
| DNQ  | Fernando Gonzalez    | Honda   | DNQ      |      |
| DNQ  | Juan Bravo           | Honda   | DNQ      |      |
| DNQ  | Robin Appleyard      | Honda   | DNQ      |      |
| DNQ  | Iván Palazzese       | Yamaha  | DNQ      |      |
| DNQ  | Carlos Cardús        | Honda   | DNQ      |      |

## Resultados 125cc
En el octavo de litro, se trata del Gran Premio de la temporada donde la victoria fue para el campeón del Mundo de 1985 Fausto Gresini que se impuso en la última vuelta a sus compatriotas Domenico Brigaglia y de Paolo Casoli.
| Pos. | Piloto                       | Moto     | Tiempo    | Pts. |
| ---- | ---------------------------- | -------- | --------- | ---- |
| 1    | Fausto Gresini               | Garelli  | 43.25.97  | 15   |
| 2    | Domenico Brigaglia           | Moto AGV | 43.26.31  | 12   |
| 3    | Paolo Casoli                 | Moto AGV | 43.28.99  | 10   |
| 4    | Bruno Casanova               | Garelli  | 44.01.34  | 8    |
| 5    | Pier Paolo Bianchi           | MBA      | 44.09.22  | 6    |
| 6    | Ezio Gianola                 | Honda    | 44.27.43  | 5    |
| 7    | August Auinger               | MBA      | 44.27.84  | 4    |
| 8    | Thierry Feuz                 | MBA      | 44.53.20  | 3    |
| 9    | Claudio Macciotta            | MBA      | 44.57.60  | 2    |
| 10   | Mike Leitner                 | MBA      | 45.07.08  | 1    |
| 11   | Johnny Wickström             | Tunturi  | 45.07.56  |      |
| 12   | Iván Troisi                  | MBA      | 45.09.00  |      |
| 13   | Hubert Abold                 | Honda    | 45.16.20  |      |
| 14   | Jean-Claude Selini           | MBA      | 45.39.52  |      |
| 15   | Paul Bordes                  | MBA      | 1 Vuelta  |      |
| 16   | Jussi Hautaniemi             | MBA      | 1 Vuelta  |      |
| 17   | Fernando González de Nicolás | Cobas    | 1 Vuelta  |      |
| 18   | Robin Milton                 | MBA      | 1 Vuelta  |      |
| 19   | Jacques Hutteau              | MBA      | 1 Vuelta  |      |
| 20   | Joaquin Alos                 | MBA      | 1 Vuelta  |      |
| 21   | Peter Baláž                  | MBA      | 1 Vuelta  |      |
| 22   | Håkan Olsson                 | Starol   | 1 Vuelta  |      |
| 23   | Thomas Møller-Pedersen       | MBA      | 1 Vuelta  |      |
| 24   | Robin Appleyard              | MBA      | 2 Vueltas |      |
| 25   | Bady Hassaine                | MBA      | 2 Vueltas |      |
| 26   | Juan Fombuena                | MBA      | 4 Vueltas |      |
| Ret  | Christian Le Badezet         | MBA      | Ret       |      |
| Ret  | Gastone Grassetti            | MBA      | Ret       |      |
| Ret  | Manuel Hernandez             | MBA      | Ret       |      |
| Ret  | Esa Kytölä                   | MBA      | Ret       |      |
| Ret  | Olivier Liégeois             | Assmex   | Ret       |      |
| Ret  | Heinz Litz                   | MNA      | Ret       |      |
| Ret  | Willy Pérez                  | Zanella  | Ret       |      |
| Ret  | Lucio Pietroniro             | MBA      | Ret       |      |
| Ret  | Andrés Sánchez               | Ducados  | Ret       |      |
| Ret  | Adi Stadler                  | MBA      | Ret       |      |
| DNS  | Hans Spaan                   | MBA      | DNS       |      |
| DNS  | Wilco Zeelenberg             | Casal    | DNS       |      |
| DNQ  | Daniel Mateos                | MBA      | DNQ       |      |
| DNQ  | Antonio Oliveros             | MBA      | DNQ       |      |
| DNQ  | Allan Scott                  | EMC      | DNQ       |      |
| DNQ  | Juan Muñoz                   | MBA      | DNQ       |      |
| DNQ  | Manfred Braun                | MBA      | DNQ       |      |
| DNQ  | Javier Navarro               | MBA      | DNQ       |      |

## Resultados 80cc
También en la categoría de menor cilindrada, se trata de la primera carrera del año. En este caso, el podio estuvo monopolizado por pilotos españoles, con el valenciano Jorge Martínez Aspar que precedió a Àlex Crivillé y Julián Miralles, todos integrantes de la escudería Derbi.
| Pos. | Piloto                | Moto     | Tiempo    | Pts. |  |
| ---- | --------------------- | -------- | --------- | ---- |  |
| 1    | Jorge Martínez Aspar  | Derbi    | 37.16.36  | 15   |  |
| 2    | Àlex Crivillé         | Derbi    | 37.17.20  | 12   |  |
| 3    | Julián Miralles       | Derbi    | 37.17.70  | 10   |  |
| 4    | Gerhard Waibel        | Krauser  | 37.17.89  | 8    |  |
| 5    | Luis Miguel Reyes     | Autisa   | 37.21.38  | 6    |  |
| 6    | Manuel Herreros       | Derbi    | 37.46.71  | 5    |  |
| 7    | Ian McConnachie       | Krauser  | 38.17.61  | 4    |  |
| 8    | Richard Bay           | Ziegler  | 38.20.34  | 3    |  |
| 9    | Josef Fischer         | Krauser  | 38.36.31  | 2    |  |
| 10   | Hubert Abold          | Krauser  | 38.41.40  | 1    |  |
| 11   | Juan Ramón Bolart     | Krauser  | 38.43.17  |      |  |
| 12   | Herri Torrontegui     | JJ Cobas | 38.47.44  |      |  |
| 13   | Felix Rodríguez       | JJ Cobas | 38.53.59  |      |  |
| 14   | Paolo Priori          | Krauser  | 39.02.56  |      |  |
| 15   | Jörg Seel             | Seel     | 39.04.07  |      |  |
| 16   | Salvatore Milano      | Krauser  | 39.12.46  |      |  |
| 17   | Javier Armui          | Autisa   | 1 Vuelta  |      |  |
| 18   | Wilco Zeelenberg      | Casal    | 1 Vuelta  |      |  |
| 19   | Raimo Lipponen        | Krauser  | 1 Vuelta  |      |  |
| 20   | Joaquín Alós          | Yamaha   | 1 Vuelta  |      |  |
| 21   | Thomas Engl           | Deizisau | 1 Vuelta  |      |  |
| 22   | Serge Julin           | Casal    | 1 Vuelta  |      |  |
| 23   | Reiner Koster         | Kroko    | 1 Vuelta  |      |  |
| 24   | Chris Baert           | Seel     | 3 Vueltas |      |  |
| Ret  | Stefan Dörflinger     | Krauser  | Ret       |      |  |
| Ret  | Alex Barros           | Arbizu   | Ret       |      |  |
| Ret  | Paul Bordes           | RB       | Ret       |      |  |
| Ret  | Javier Debón          | Autisa   | Ret       |      |  |
| Ret  | René Dünki            | Krauser  | Ret       |      |  |
| Ret  | Stuart Edwards        | Casal    | Ret       |      |  |
| Ret  | Juan Esteve           | Autisa   | Ret       |      |  |
| Ret  | Rainer Kunz           | Kroko    | Ret       |      |  |
| Ret  | Jose Saez             | Casal    | Ret       |      |  |
| Ret  | Günter Schirnhofer    | Krauser  | Ret       |      |  |
| Ret  | Hernando Sande Silva  | Casal    | Ret       |      |  |
| Ret  | Theo Timmer           | Casal    | Ret       |      |  |
| DNS  | Hans Spaan            | MBA      | DNS       |      |  |
| DNQ  | Elias Durendez        | Autisa   | DNQ       |      |  |
| DNQ  | Dennis Batchelor      | Krauser  | DNQ       |      |  |
| DNQ  | Javier Navarro        | Huvo     | DNQ       |      |  |
| DNQ  | Jean-François Verdier | Derbi    | DNQ       |      |  |